# Meriones (Mythologie)
Meriones (altgriechisch Μηριόνης Mēriónēs) ist in der griechischen Mythologie ein kretischer Heerführer im Trojanischen Krieg und Gefährte des kretischen Königs Idomeneus. In der Ilias Homers wird er häufig erwähnt.
Meriones war der Sohn von Molos und somit ein Verwandter von Idomeneus. Dares Phrygius beschreibt ihn als rothaarig und von mittlerer Größe und charakterisiert ihn als zäh, unbarmherzig und ungeduldig. Er gehörte zu den Freiern der Helena.
Homer nennt ihn im Schiffskatalog gemeinsam mit Idomeneus als Anführer des 80 Schiffe umfassenden kretischen Kontingents im Trojanischen Krieg und beschreibt ihn als tapferen Krieger und treuen Freund seines Königs, an dessen Seite er oft kämpfte. Meriones kämpfte sowohl im Nahkampf als auch mit dem Bogen, manchmal lenkte er aber stattdessen selbst den Wagen von Idomeneus. Er tötete im Kampf den Phereklos, Adamas, Harpalion, Hippotion, Morys, Akamas und Laogonos und kämpfte zweimal vergeblich gegen Deiphobos sowie einmal gegen Aineias. Einen Eberzahnhelm, den er von seinem Vater erhalten hatte, schenkte er dem Odysseus. Sein Wagenlenker Koiranos wurde von Hektor getötet. Gemeinsam mit Aias dem Großen verteidigte er den Leichnam des Patroklos und trug ihn gemeinsam mit Menelaos vom Schlachtfeld. Von Hektor wurde er dabei verfolgt und verwundet. Bei den Leichenspielen für Patroklos belegte er den vierten Platz im Wagenrennen, wofür er zwei Talente Gold erhielt, siegte beim Bogenschießen, wofür er zehn Äxte bekam, und wurde Zweiter im Speerwurf.
Über seine weiteren Taten berichtet Quintus von Smyrna. Meriones tötete die Amazonen Euandra und Thermodosa und den Laophoon, Chlemos, Phylodamas und Lykon und schoss vergeblich auf den Priamossohn Polites. Er befand sich auch unter den Helden im Trojanischen Pferd.
Über sein weiteres Leben nach dem Fall Trojas gibt es zwei Versionen: Der einen Variante zufolge landete er auf Sizilien und wurde mit seinen Männern von bereits dort lebenden Kretern, die eine Stadt gegründet hatten, aufgenommen. Der anderen Variante zufolge kehrte er mit Idomeneus unversehrt nach Kreta zurück. Eventuell folgte er ihm nach seinem Tod auf dem Thron. Nach ihrem Tod wurden sie in Knossos in einem gemeinsamen Grabmal bestattet.